# René Renou
René Renou est un vigneron, ancien président de la commission vin de l'INAO.

## Le vigneron
René Renou, vigneron à Thouarcé, a travaillé sur le domaine familial, le domaine Renou. Ce domaine situé en Val de Loire produit des vins blancs revendiqués dans l'appellation d'origine contrôlée Bonnezeaux.

## Responsabilités professionnelles
Il a exercé la fonction de président du comité vin de l'INAO jusqu'à son décès. Instigateur de la réforme de l'INAO, son nom reste associé à cette réforme.

## Sources